# L'Ami, François d'Assise et ses frères
Pour les articles homonymes, voir L'Ami.
Pour plus de détails, voir Fiche technique et Distribution.
L'Ami, François d'Assise et ses frères est un film français réalisé par Renaud Fély et Arnaud Louvet, sorti en 2016.

## Synopsis
Vie de François d'Assise.

## Fiche technique
- Titre : L'Ami, François d'Assise et ses frères
- Réalisation : Renaud Fély et Arnaud Louvet
- Scénario : Renaud Fély, Arnaud Louvet et Julie Peyr
- Musique : Grégoire Hetzel
- Montage : Emma Augier
- Photographie : Leo Hinstin
- Décors : Frédérique et Frédéric Lapierre
- Costumes : Marie-Laure Pinsard
- Producteur : Diana Elbaum, Sébastien Delloye, Arnaud Louvet et Francesca Feder
- Production : Aeternam Films
  - Coproduction : Entre Chien et Loup, France 3 Cinéma et MIR Cinematografica
- Société de distribution : Haut et Court
- Pays d'origine :  France
- Durée : 87 minutes
- Genre : drame, biographique, historique
- Dates de sortie :
  - Italie : 4 octobre 2016
  - France : 28 décembre 2016

## Distribution
- Jérémie Renier : Elie de Cortone
- Elio Germano : François d'Assise
- Yannick Renier : Dominique
- Éric Caravaca : Léon
- Marcello Mazzarella (en) : Frère Rufin d'Assise
- Stefano Cassetti : Bonizzi
- Thomas Doret : Étienne
- Olivier Gourmet : Cardinal Hugolin
- Philippe Laudenbach : le pape Innocent III
- Alba Rohrwacher : Claire d'Assise